# Ellewoutsdijk
Ellewoutsdijk es una localidad del municipio de Borsele, en la provincia de Zelanda (Países Bajos). Está situada unos 18 km al este de Flesinga. Hasta el 1 de enero de 1970 poseía municipio propio.
Al sur existe un fuerte de 1837, construido para proteger el ramal occidental del estuario del río Escalda.